# 平和宮
座標: 北緯52度05分12秒 東経4度17分44秒 / 北緯52.0866度 東経4.2955度
平和宮（へいわきゅう、蘭: Vredespaleis 発音: [ˈvreːdəspaˌlɛis]、英: Peace Palace）は、オランダ・ハーグにある建築物である。国際法に関する組織である、国際司法裁判所、常設仲裁裁判所、ハーグ国際法アカデミーなどが入っている。
1899年にハーグで行われた万国平和会議で締結された国際紛争平和的処理条約に基づいて設置された常設仲裁裁判所のために建設され、1913年8月28日に開館した。この条約の締結に尽力したアメリカの外交官アンドリュー・ディクソン・ホワイトの依頼により、「鉄鋼王」アンドリュー・カーネギーが建設資金の150万ドル（現代の物価換算で約4千万ドル）を拠出した。2014年4月8日、ヨーロッパ文化遺産ラベルに認定された。

## 入居組織
平和宮には、以下の組織が入居している。

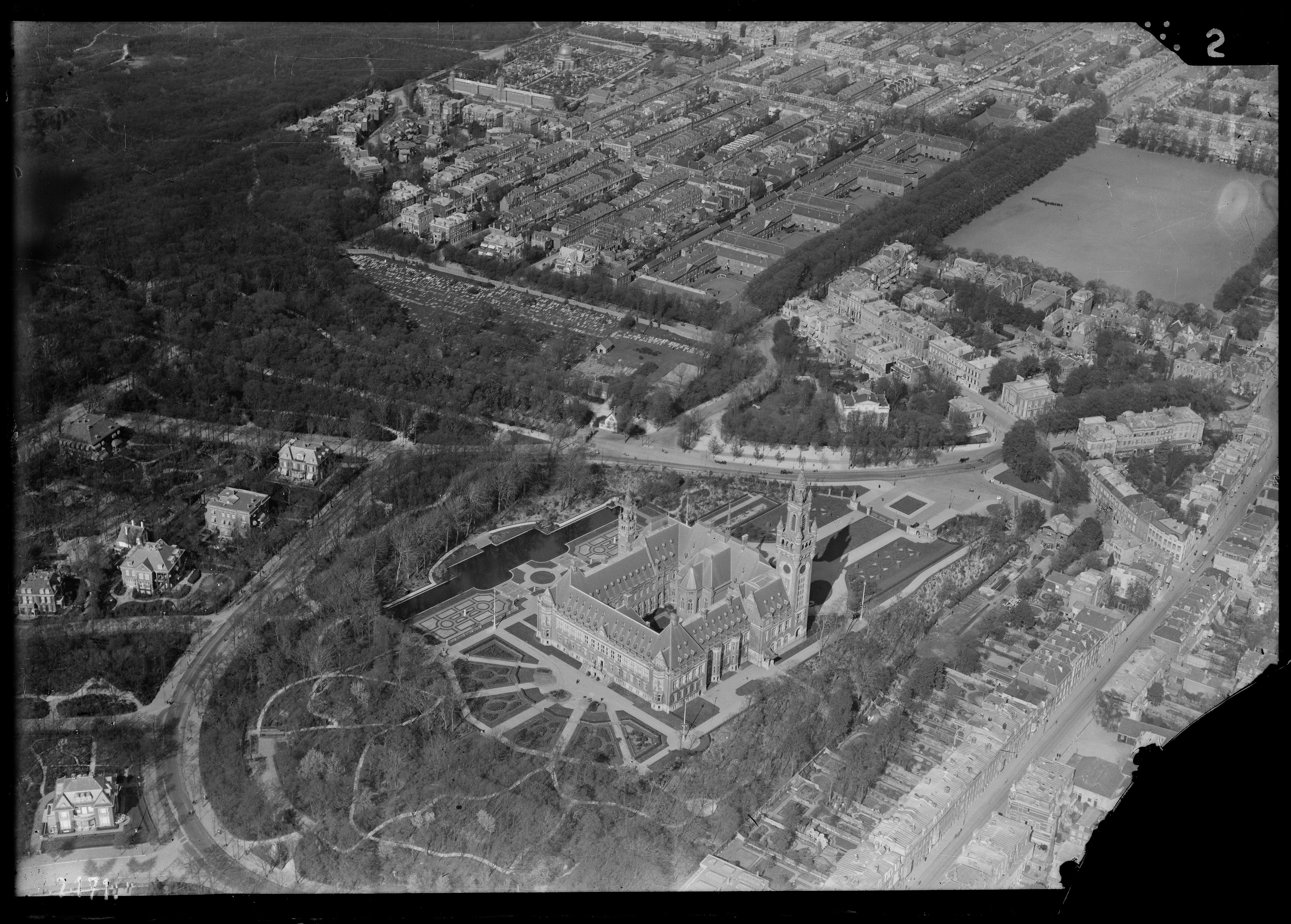
平和宮の航空写真（1920-1940年、オランダ軍事史研究所所蔵）

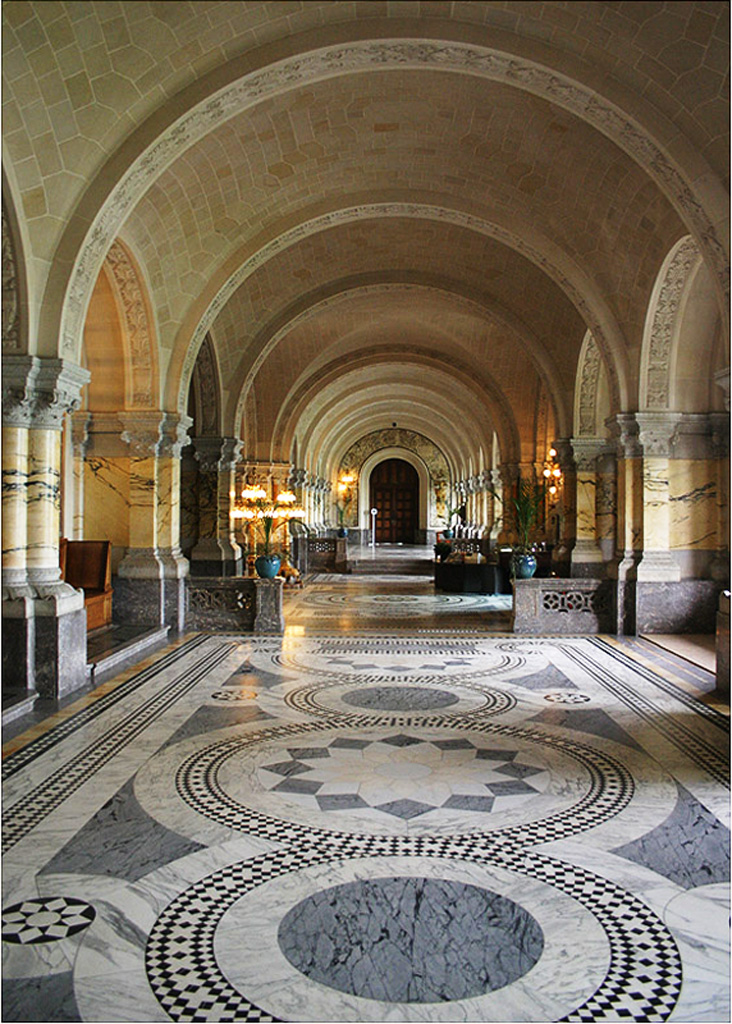
平和宮のメインホール。奥の扉は国際司法裁判所の入口。

- 常設仲裁裁判所（1913年 - 現在） - 常設仲裁裁判所(PCA)は、1913年の平和宮の開館当初から入居している。1901年に設立されてから当館が開館するまでは、ハーグのプリンセグラハト71番地の建物内に設置されていた。
- 常設国際司法裁判所（1922年 - 1946年）、国際司法裁判所（1946年 - 現在） - 1922年、国際連盟に設置された常設国際司法裁判所(PCIJ)の本部が平和宮内に置かれた。元々図書館があった場所に入居し、図書館は別館へ移転した。1946年、国際連盟に代わって国際連合が発足し、PCIJの後身の国際司法裁判所(ICJ)が設置された。
- 平和宮図書館（英語版）（1913年 - 現在）- カーネギーの提案により開設された図書館であり、一時は「国際法に関する世界最高の蔵書」と評された。その評判は現在では過去のものとなったが、今でも、フーゴー・グローティウスの平和と法に関する著書や、デジデリウス・エラスムスの『平和の訴え』(Querela Pacis)などの、古典の原書を所蔵している。
- オランダ・カーネギー財団（英語版）（1913年 - 現在） - この建物を建設・保有・管理するために、カーネギーが寄付した150万ドルにより設立された財団で、ウォータラー平和賞（英語版）の授与も行っている。
- ハーグ国際法アカデミー（1923年 - 現在） - 1914年にトビアス・アッセルの提唱により設立された。開設資金は、カーネギーが1910年に設立したカーネギー国際平和基金が拠出した。

なお、国際刑事裁判所、旧ユーゴスラビア国際戦犯法廷、イラン＝アメリカ請求法廷は、ハーグに設置されているが、平和宮の中ではなく別の場所である。

## 構想

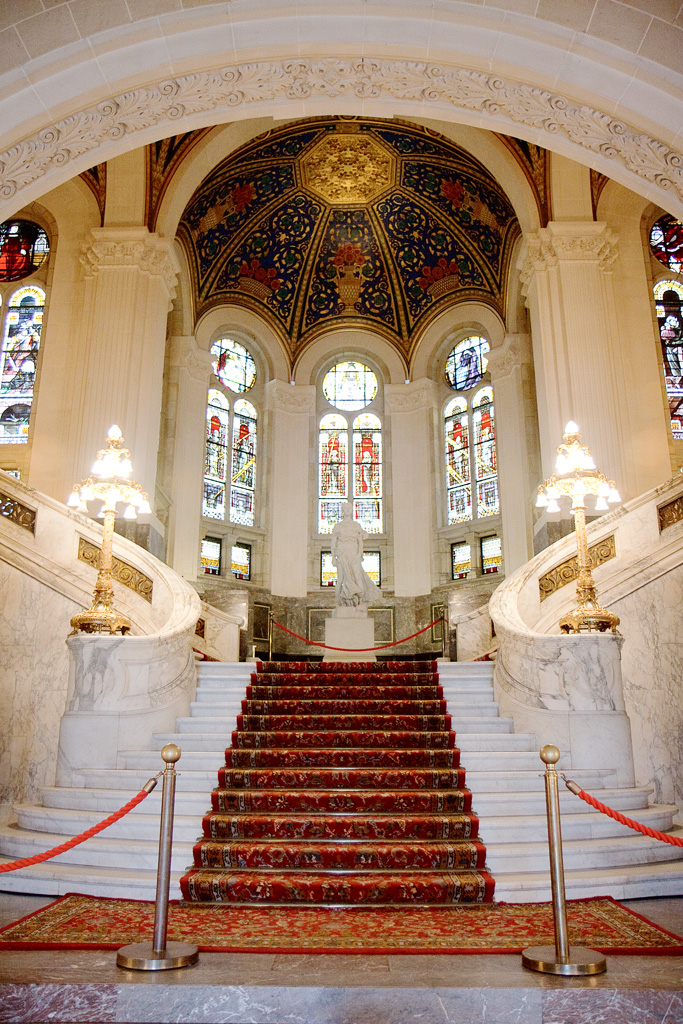
平和宮の内部

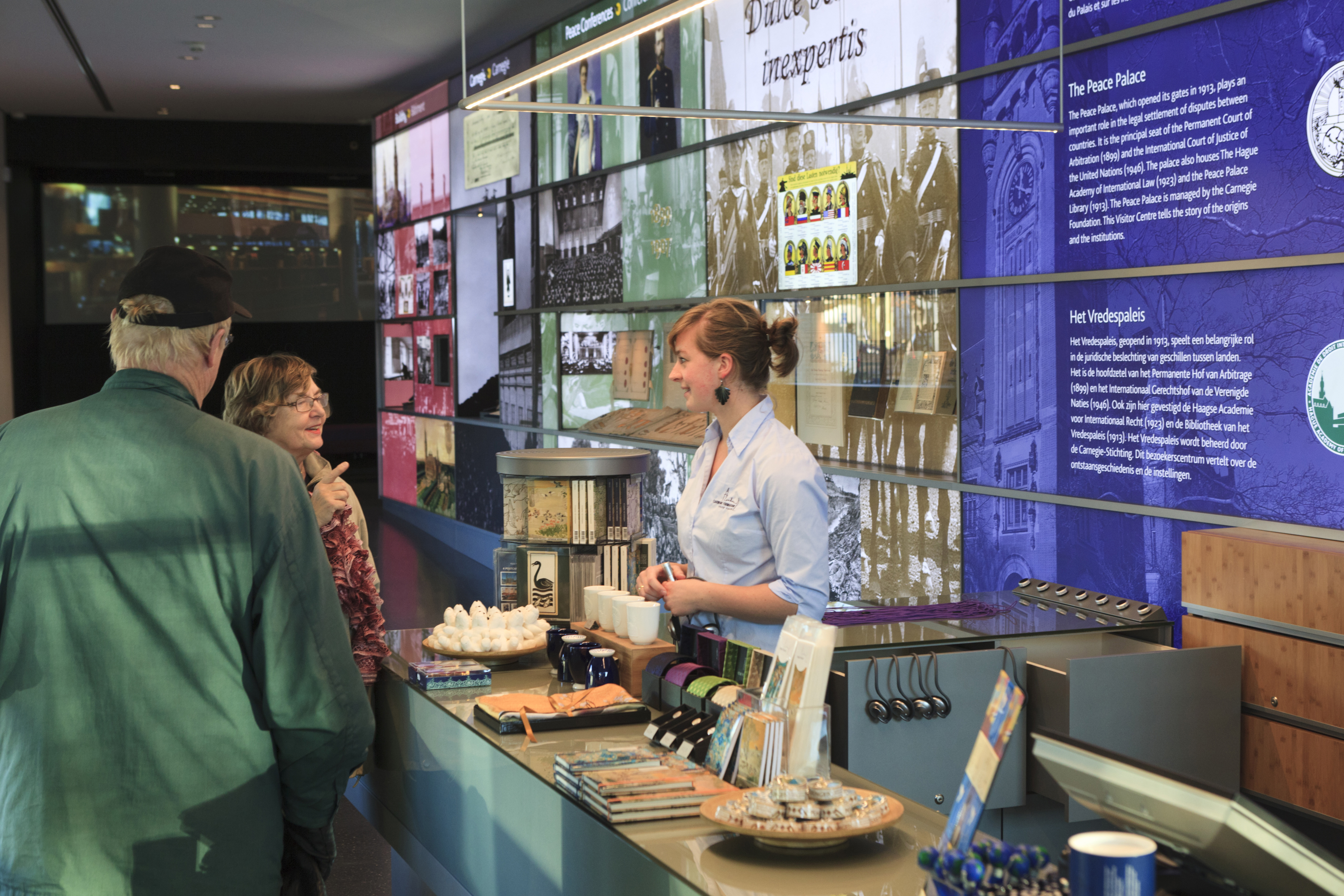
平和宮のビジターセンター

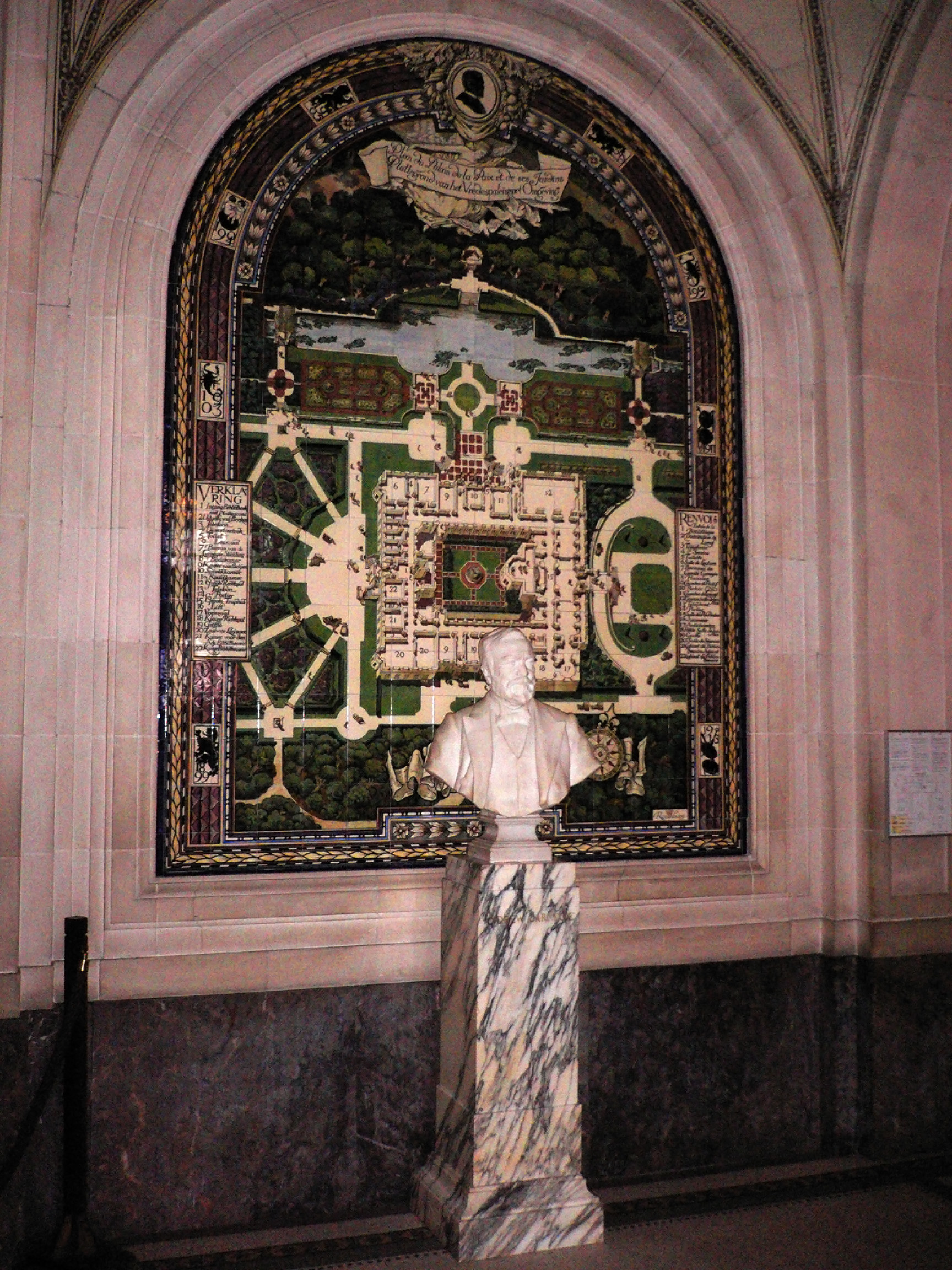
平和宮内のカーネギーの像。背景は平和宮の当初の見取り図。

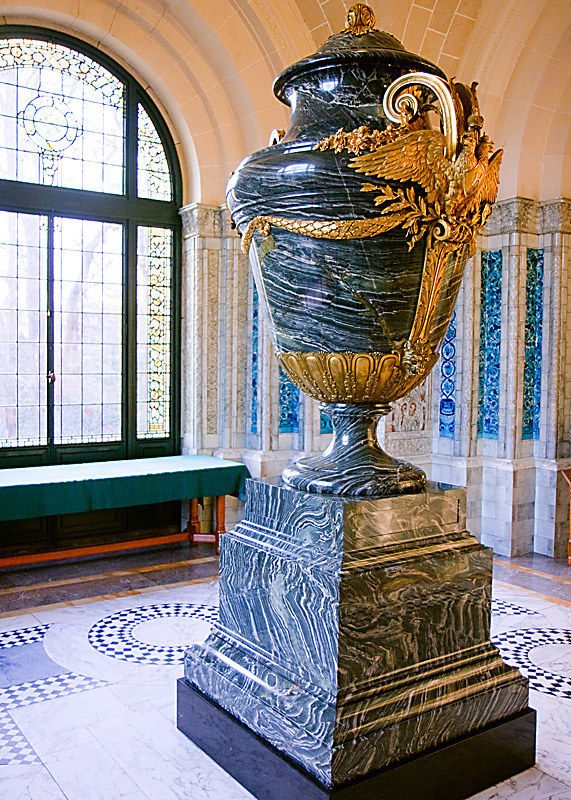
ロシアから寄贈された壺

1900年、ロシアの外交官フリードリッヒ・マルテンスとアメリカの外交官アンドリュー・ディクソン・ホワイトが、当時既存の建物を間借りしていたPCAのために、新たに建物を建てることについて話し合った。その後、ホワイトは自国の実業家、アンドリュー・カーネギーと接触した。カーネギーは、国際法に関する図書館の設置を提唱し、そのための資金の拠出を申し出ていた。ホワイトはカーネギーに、PCAのための建物の建設費も拠出するよう説得した。1903年、カーネギーは建設に必要な資金150万ドル（現代の物価換算で約4千万ドル）を寄付することに同意した。
カーネギーは建設費をオランダ女王ウィルヘルミナに直接寄付するつもりだったが、それでは法的な問題があることが判明した。そのため、1903年11月にオランダ・カーネギー財団を設立し、この団体が建物の建設・保有・管理を行うこととした。

## 建設
カーネギー財団はデザインの国際コンペティションを行い、フランスの建築家、ルイ＝マリ・コルドニエによるネオルネッサンス様式のデザインが最優秀賞となった。コルドニエはオランダの建築家ヨハン・アドリアヌス・ジェラール・ファン・デア・ストールと共同で、建築費が予算内に収まるように設計を修正した。当初のデザイン案では、正面に大きな鐘楼を2本、背面に小さな鐘楼を2本建てることになっていたが、それぞれ1本ずつに減らされた。また、図書館のための別館が付属していたが、経費削減のため本館の中に組み込まれた（後に図書館のための別館が建築された）。
1907年の第2回万国平和会議に出席した各国は、建設される平和宮のために様々な物を寄贈した。ロシアは3.2トンの巨大な壺、ベルギーは扉、イタリアは大理石、デンマークは噴水、日本は壁掛け用の絨毯、スイスは鐘楼用の時計、ペルシャはペルシャ絨毯、インドネシア、ブラジル、アメリカの各国は木材、ドイツは鍛鉄製の柵を寄贈した。
1907年の第2回万国平和会議において、礎石を設置する式典が行われた。その数か月後から建設が始まり、1913年8月28日にカーネギーらが参列して落成式が行われた。落成式でカーネギーは、「戦争の終焉は、夜が必ず明けるように、確実に、すぐにやってくるだろう」と演説した。

## 庭園
付属する庭園についても、1908年にデザインコンペティションが行われ、トーマス・モーソンが最優秀賞となった。しかし、経費削減のため、モーソンのデザインにあった山や彫刻などの要素は排除された。モーソンは、敷地内にある自然の水路を利用して作庭を行った。

## 芸術作品
宮殿内には、全世界、各時代における著名な平和運動家の像や肖像画が多数展示されている。

平和宮にある平和運動家の像
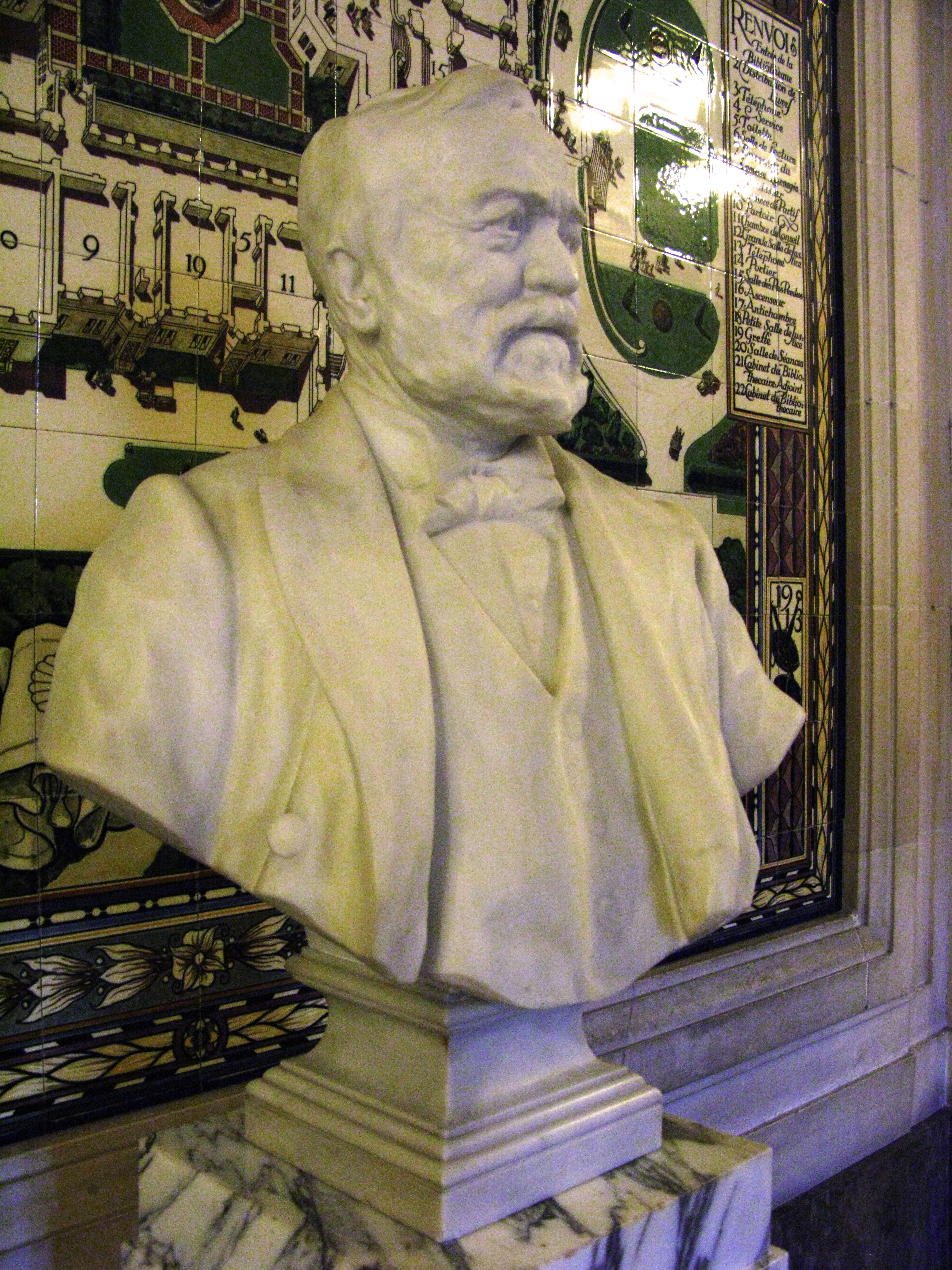
アンドリュー・カーネギー
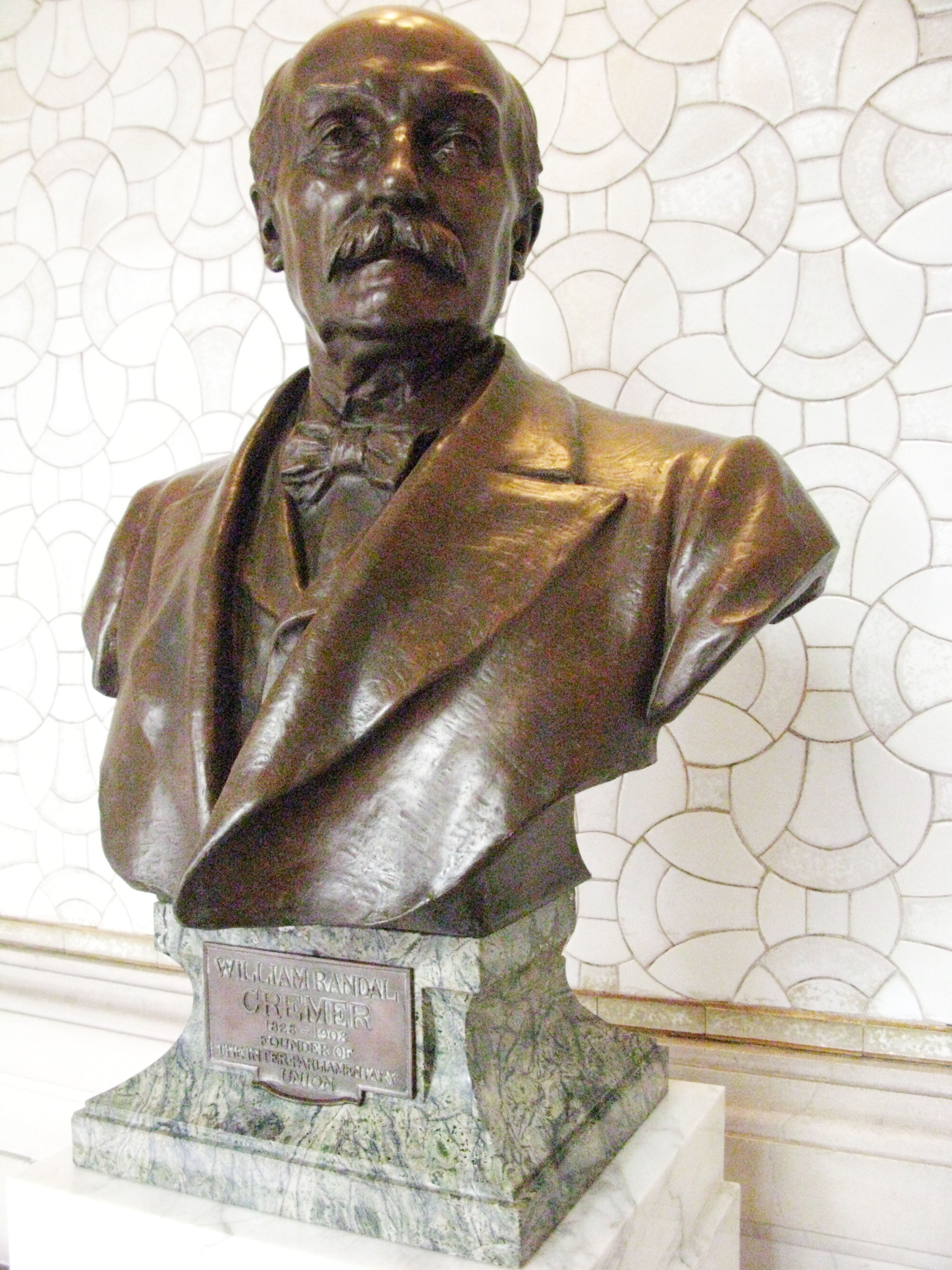
ウィリアム・ランダル・クリーマー
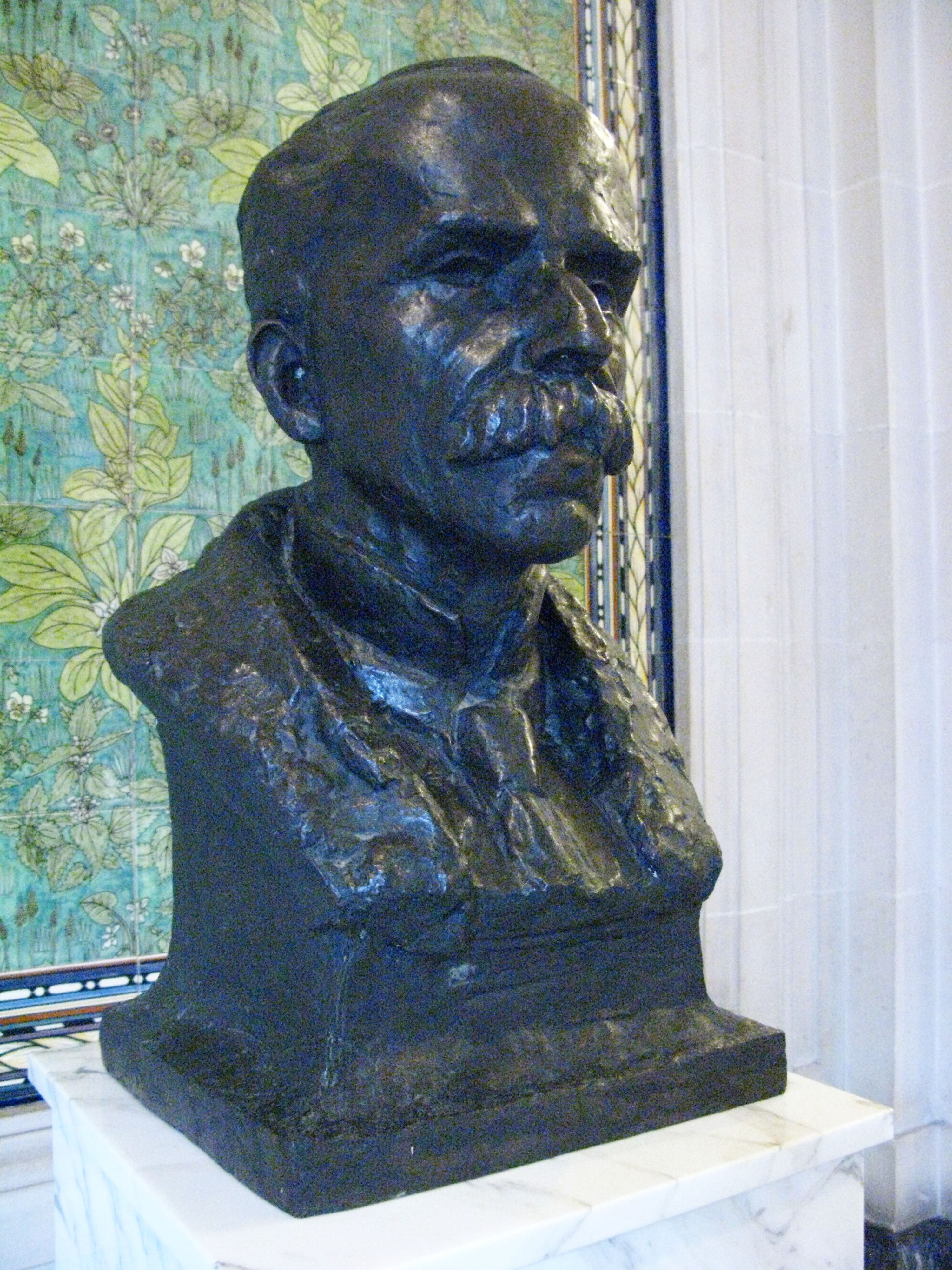
ルイ・バルボーザ（英語版）
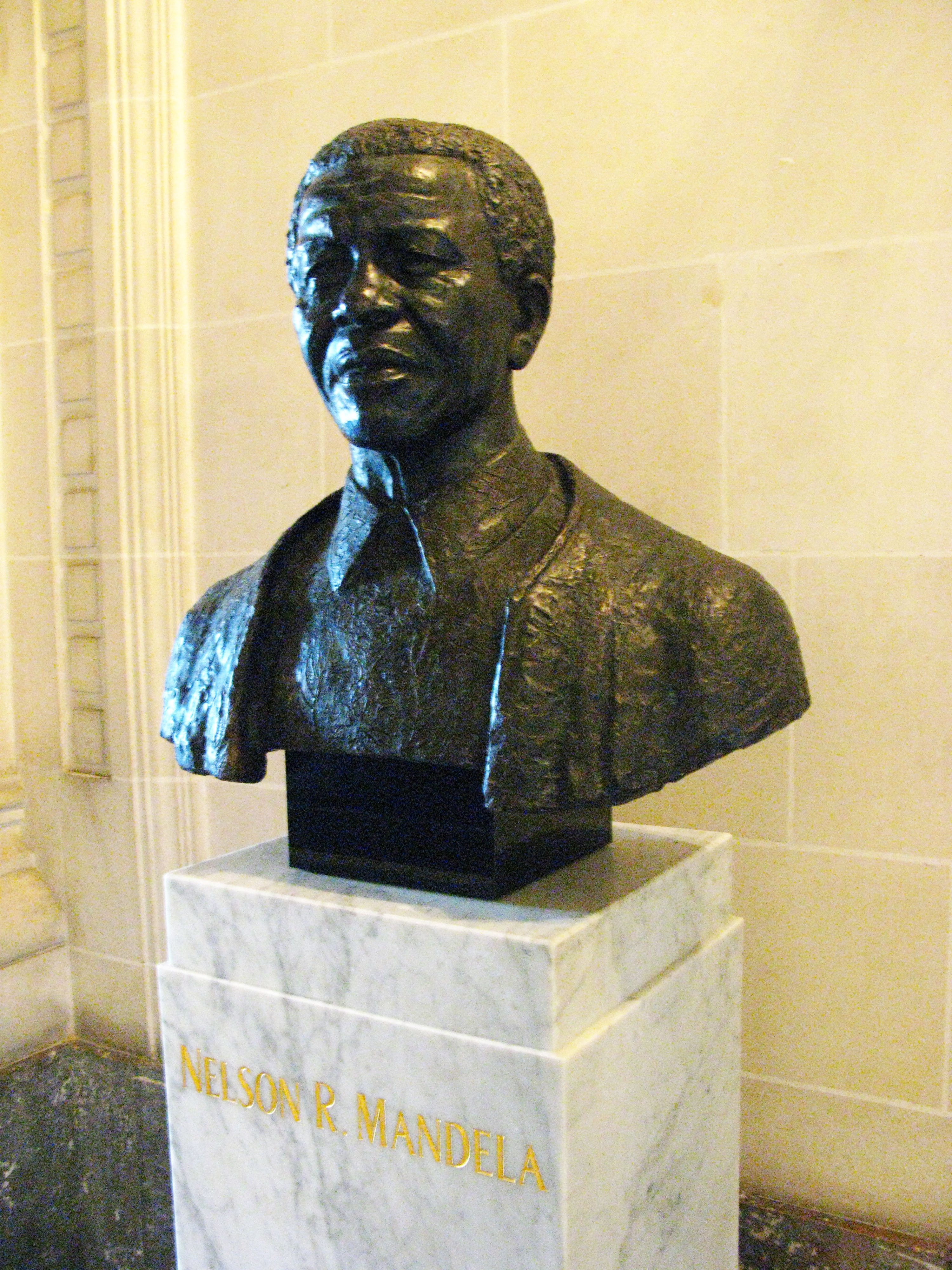
ネルソン・マンデラ
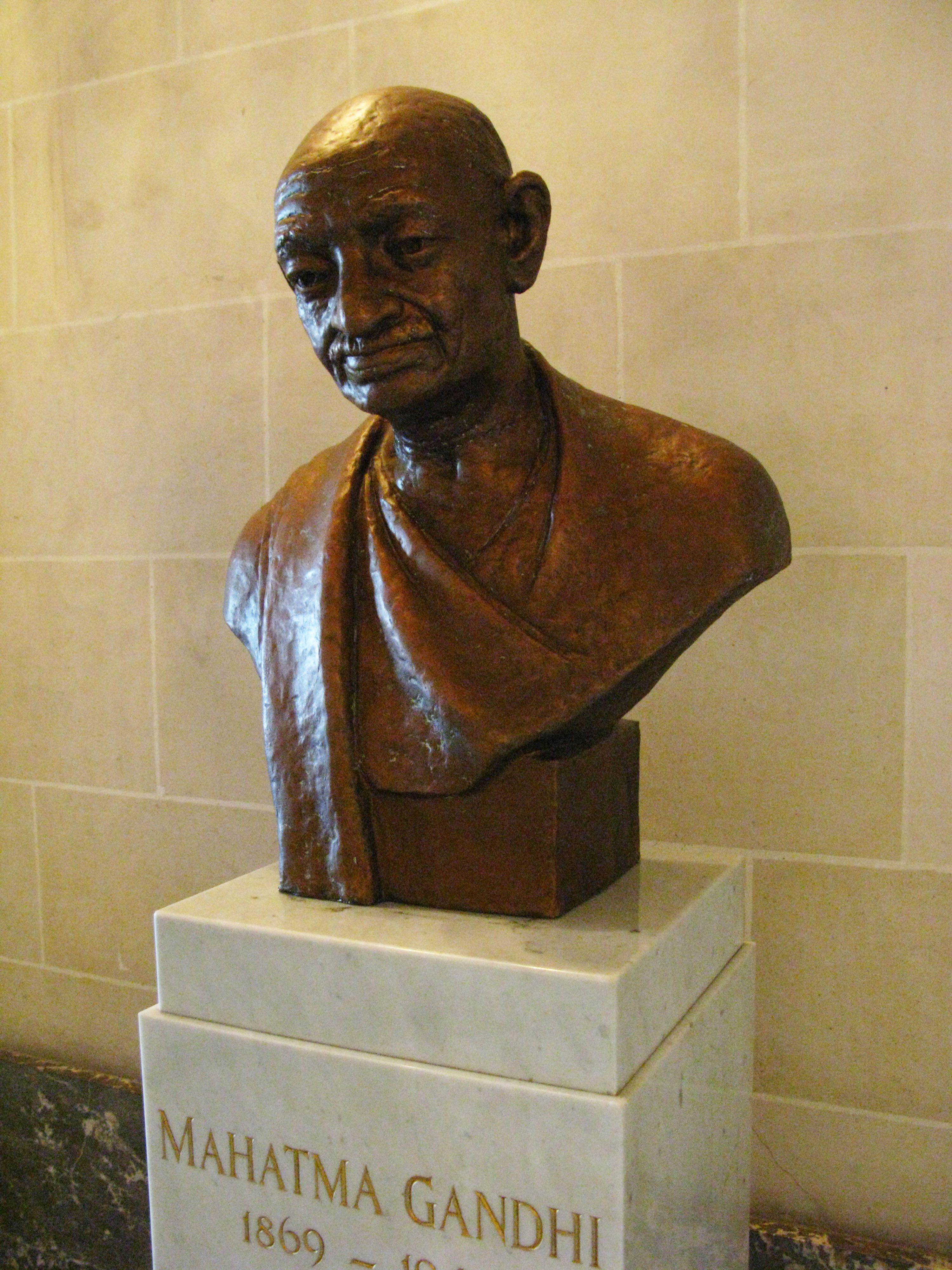
マハトマ・ガンディー
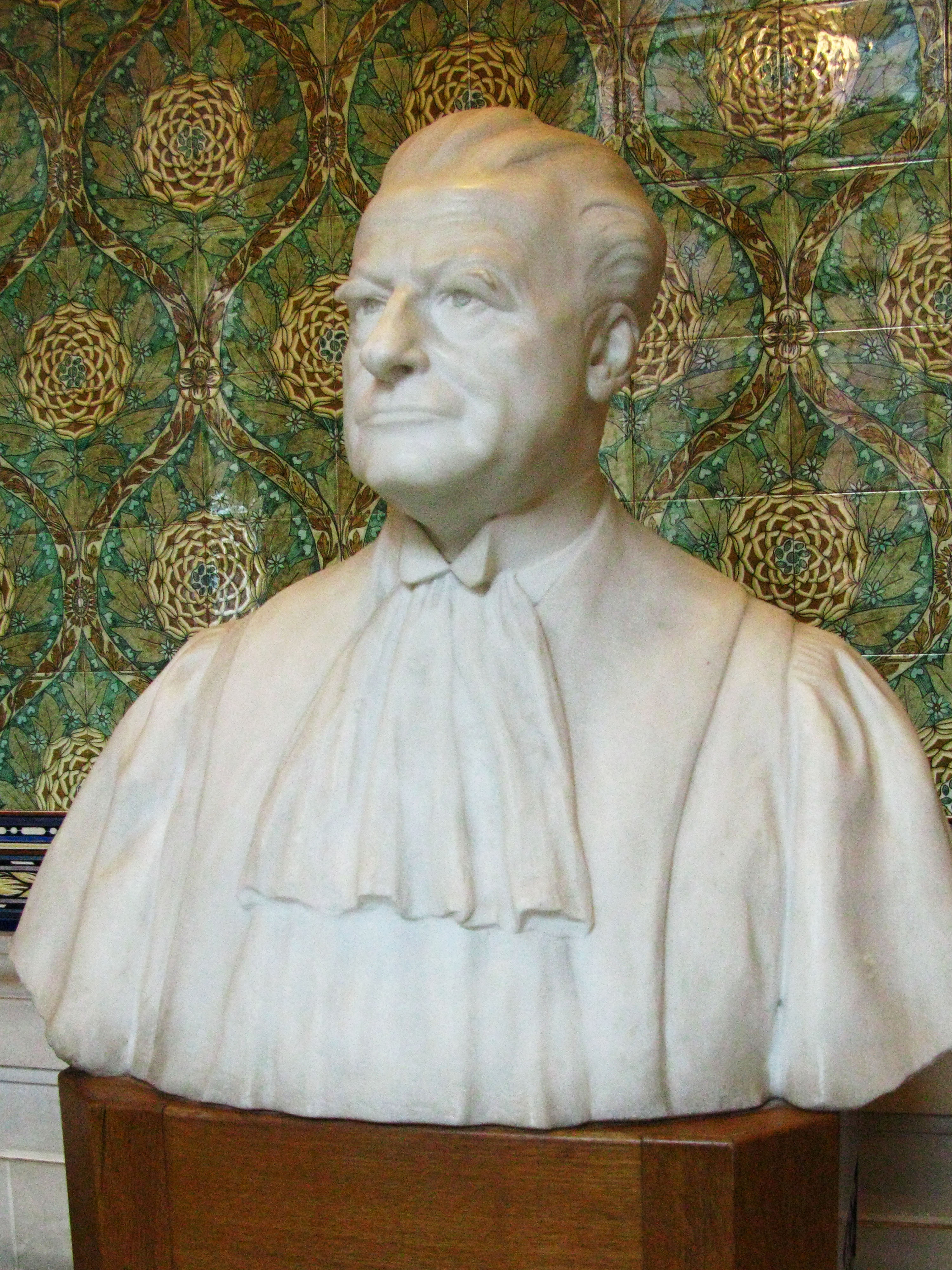
ベルナルド・ロデル（英語版）
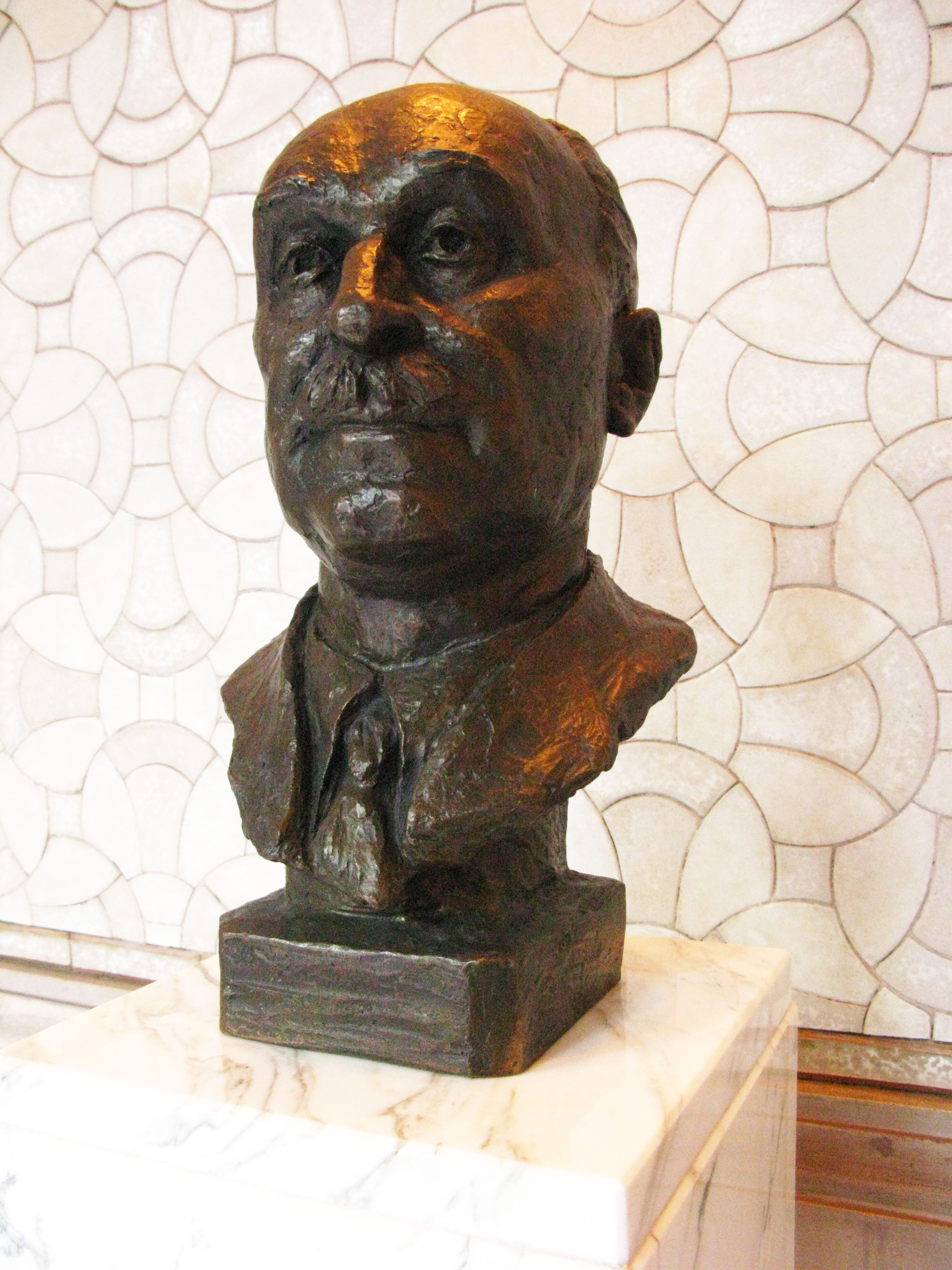
ジャン・モネ
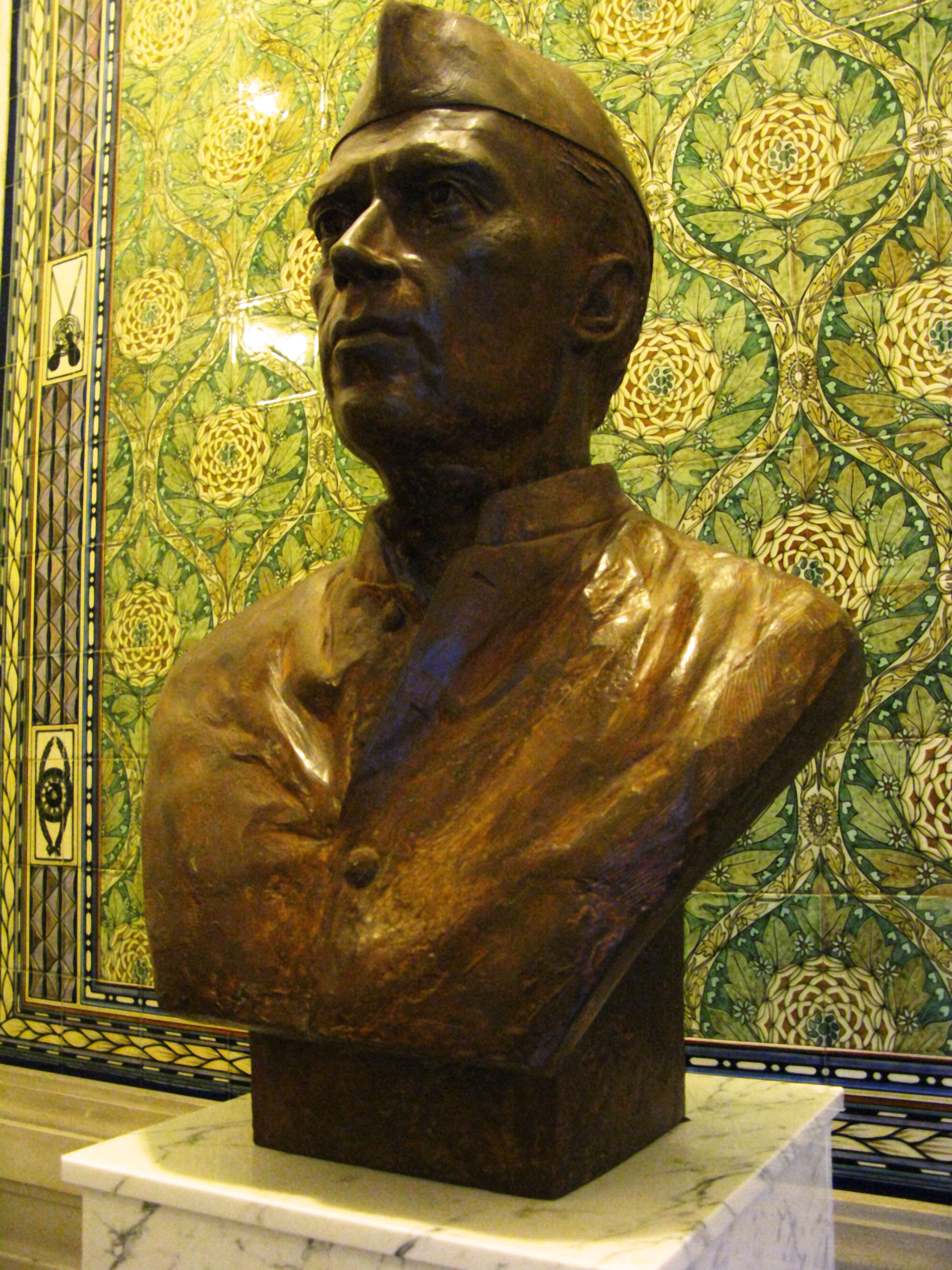
ジャワハルラール・ネルー
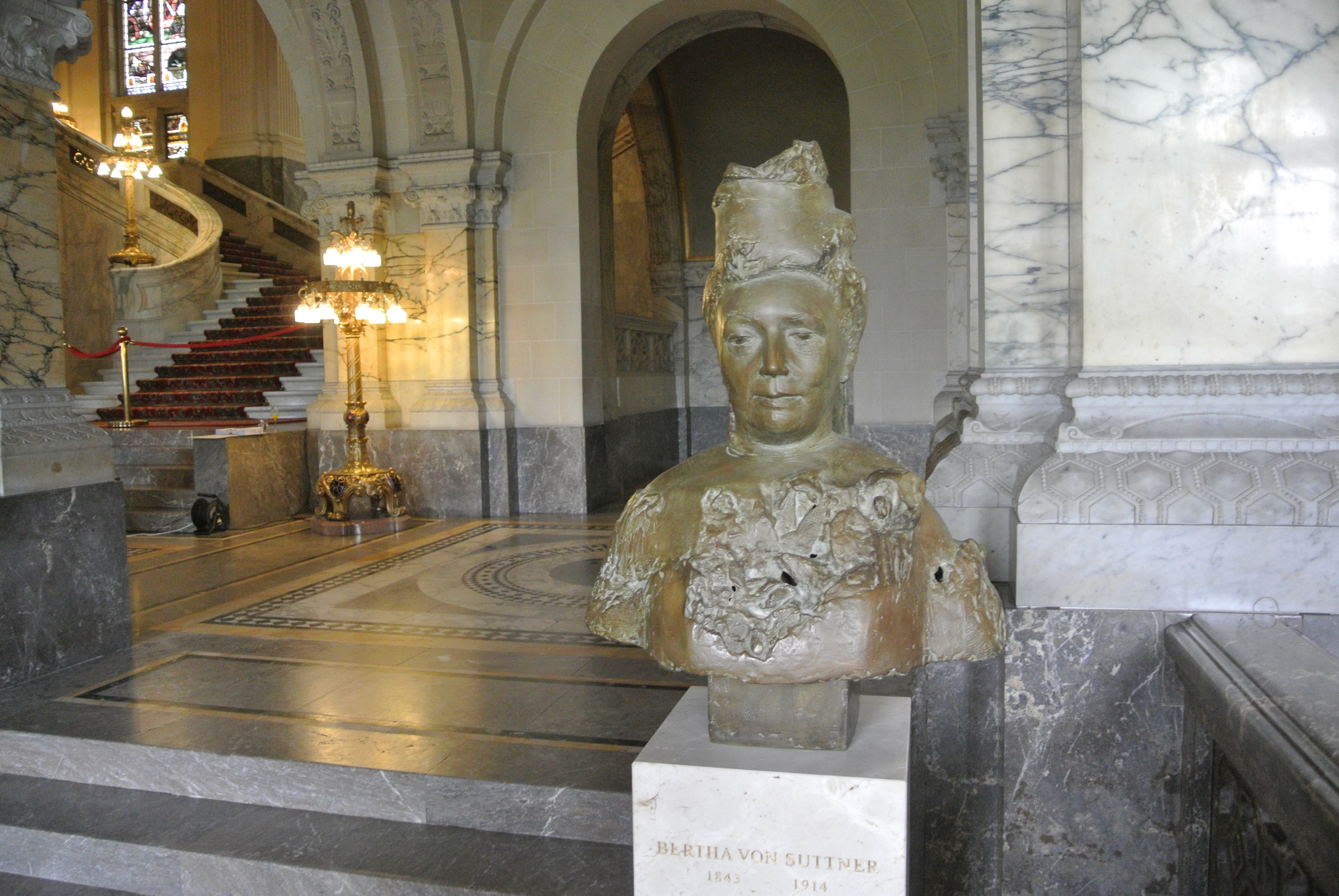
ベルタ・フォン・ズットナー